# Mohamed Farah
Sir Mohamed Muktar Jama Farah, conegut com a "Mo" Farah (somali: Maxamed Faarax; àrab: محمد فرح, Muḥammad Faraḥ) i nascut com a Hussein Abdi Kahin; (Mogadiscio, 23 de març de 1983) és un atleta somali nacionalitzat britànic. Ostenta el rècord nacional britànic en diferents proves, com ara els 10.000 metres en carretera, els 3.000 metres en pista coberta i els 5.000 metres en cross.
El 27 de juliol de 2010 Farah es convertí en el primer atleta britànic en aconseguir una medalla d'or en la disciplina dels 10.000 metres masculins d'un Campionat d'Europa, amb un temps de 28 minuts i 24,99 segons. L'èxit persistí amb una medalla d'or als 5.000 metres, esdevenint el primer atleta britànic en obtenir un doblet en llarga distància.

## Millors marques
Actualitzat el 5 de setembre de 2020:
| Superfície    | Esdeveniment | Temps     | Data                   | Lloc              |
| ------------- | ------------ | --------- | ---------------------- | ----------------- |
| Camp a través | 100 m.       | 12.98     | 2012                   | Bath              |
| Camp a través | 800 m.       | 1:48.69   | 3 d'agost de 2003      | Eton              |
| Camp a través | 1500 m.      | 3:28.81   | 19 de juliol de 2013   | Mònaco            |
| Camp a través | Una milla    | 3:56.49   | 6 d'agost de 2005      | Londres           |
| Camp a través | 2000 m.      | 5:06.34   | 9 de març de 2006      | Melbourne         |
| Camp a través | 3000 m.      | 7:32.62   | 5 de juny de 2016      | Birmingham        |
| Camp a través | Dues milles  | 8:07.85   | 24 d'agost de 2014     | Birmingham        |
| Camp a través | 5000 m.      | 12:53.11  | 22 de juliol de 2011   | Mònaco            |
| Camp a través | 10000 m.     | 26:46.57  | 3 de juny de 2011      | Eugene            |
| Pista coberta | 1500 m.      | 3:39.03   | 28 de gener de 2012    | Glasgow           |
| Pista coberta | 1 milla      | 3:57.92   | 4 de febrer de 2012    | Boston            |
| Pista coberta | 3000 m.      | 7:33.10   | 21 de febrer de 2015   | Birmingham        |
| Pista coberta | Dues milles  | 8:03.40   | 21 de febrer de 2015   | Birmingham        |
| Pista coberta | 5000 m.      | 13:10.60  | 19 de febrer de 2011   | Birmingham        |
| Pista coberta | 1 hora       | 21.330 m. | 4 de setembre de 2020  | Brussel·les       |
| Carretera     | 10 km.       | 27:44     | 31 de maig de 2010     | Londres           |
| Carretera     | 15 km.       | 42:03+    | 26 de març de 2016     | Cardiff           |
| Carretera     | 10 milles    | 46:25     | 25 d'octubre de 2009   | Portsmouth        |
| Carretera     | 20 km.       | 56.27     | 22 de març de 2015     | Lisboa            |
| Carretera     | Mitja marató | 59:23a    | 13 de setembre de 2015 | Great North Run   |
| Carretera     | Mitja marató | 59:32     | 22 de març de 2015     | Lisboa            |
| Carretera     | Marató       | 2.05:11   | 7 d'octubre de 2018    | Marató de Chicago |

+ temps intermedis en carreres llargues.